# Henri Gradis
Pour les autres membres de la famille, voir Famille Gradis.
Henri Gradis est un armateur et historien français, né à Bordeaux le 30 juillet 1823 et mort à Paris le 23 janvier 1905.

## Biographie
Membre de l'élite juive du Sud-Ouest de la France, dont les ancêtres ont été expulsés de la péninsule ibérique, Henri Gradis est le fils de Benjamin III Gradis (1789-1858) et de Sara-Laure Rodrigues-Henriques. De son mariage avec sa cousine Claire Brandam, il eut quatre enfants dont Anna (née en 1858), Raoul (né en 1861) et Emma-Esther (née en 1866). Celle-ci se maria en 1889 avec Georges Schwob d’Hericourt qui, ultérieurement, fit évoluer avec Raoul la Maison familial de commerce et d'armement.
Il entra dans les affaires familiales en 1842 et fut le sixième chef de la Maison Gradis, de 1858 à 1905. De 1878 à 1890, il est membre, puis trésorier de la Chambre de commerce de Bordeaux. Il est juge au Tribunal de commerce de Bordeaux de 1859 à 1865 et de 1872 à 1875.

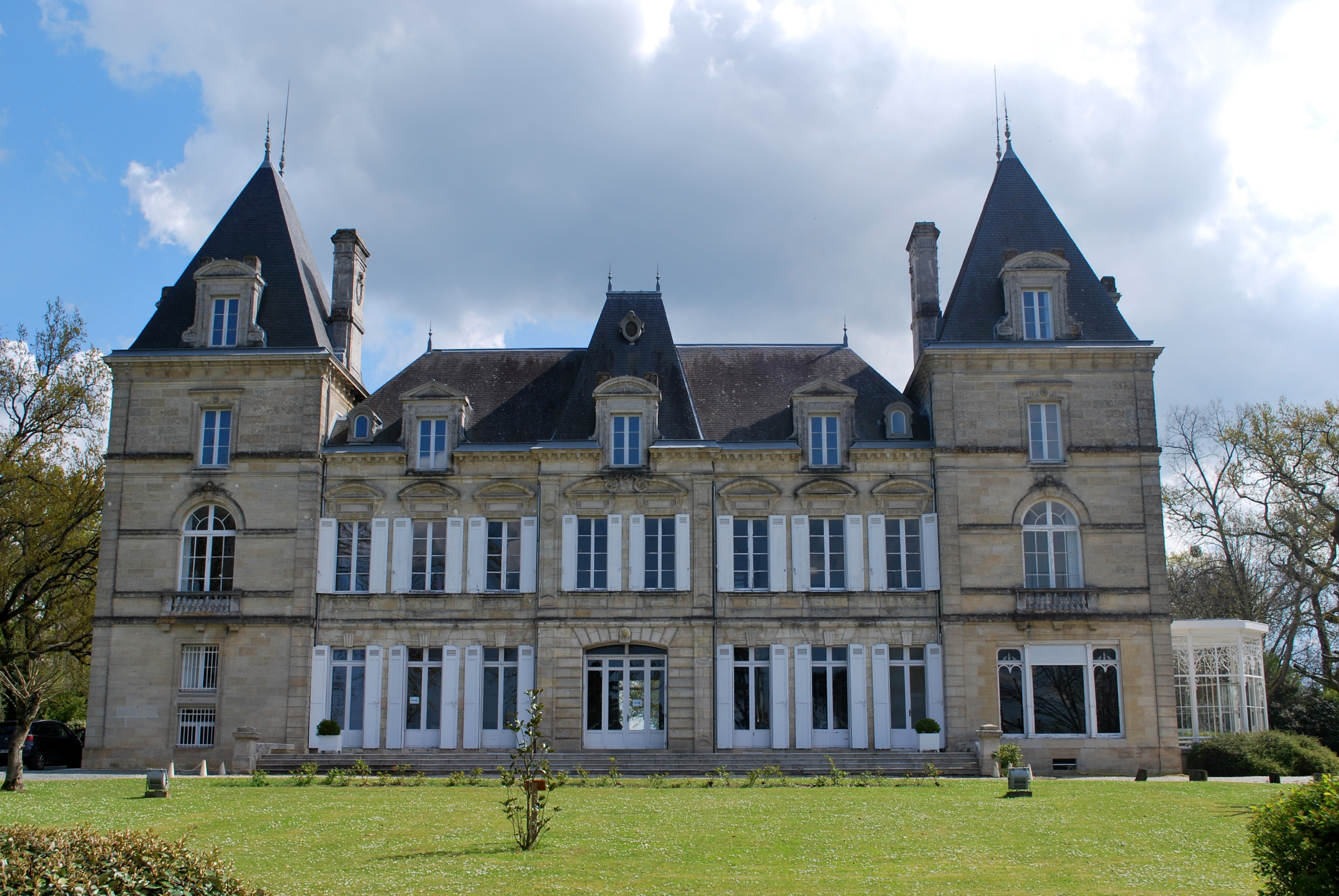
Le château des Lauriers à Lormont.

En 1860, il fait construire  le château des Lauriers à Lormont. La famille Gradis y vivra jusqu'en 1943, en plein régime de Vichy, date à laquelle Gaston Gradis, héritier du château, sera obligé de quitter la France.
Henri Gradis est le fondateur de la Société du Prince impérial en 1862. Puis, en 1863, il est nommé par Napoléon III adjoint au maire de Bordeaux (de 1864 à 1876) et délégué aux finances de la ville. Confirmé en 1873 dans ses fonctions municipales par le Maréchal de Mac-Mahon, il démissionne avec l'ensemble du Conseil municipal en 1876, et retrouve sa place d'adjoint au maire la même année. Gradis s'engage dans la Garde nationale durant la Guerre franco-allemande de 1870.
Il obtient la médaille de bronze à l’exposition de Paris et à l’exposition de Lyon en 1872. Il lance en 1891 la construction d'une usine à sucre à la Martinique, sur l'habitation Gradis.
Il est président du Consistoire israélite de Gironde de 1892 à 1905 et membre du bureau de la Croix-Rouge française et de la commission de surveillance des aliénés de Bordeaux, représentant du Comité d’administration de l'hôpital Misgab-Ladach à Jérusalem. Principalement connu comme historien, il fut admis à l'Académie littéraire. Il reçoit la médaille d'argent de l'Académie de Bordeaux en 1873 pour l’Histoire de la Révolution de 1848, puis en 1888 pour l’Histoire de Bordeaux. Il était chevalier de la Légion d'honneur et commandeur de l'ordre du Christ du Portugal.

## Ouvrages
- Measure for Measure, de Shakespeare (traduction, 1847)
- Réflexions sur le christianisme, suivies d’une lettre à un jeune Israélite (1847-1850)
- Histoire de la guerre de 1870 (1870)
- Notes sur la guerre de 1870 et sur la Commune (1872)
- Histoire de la révolution de 1848 (couronné par l'Académie de Bordeaux, 1872)
- Judaïsme et christianisme (1874)
- Notice sur la Famille Gradis et sur la Maison Gradis et Fils de Bordeaux (1875)
- Introduction à l'histoire du peuple d'Israël ; judaïsme et christianisme (1876)
- Polyxène, drame antique en 4 actes et en vers (1881)
- Jérusalem, drame en 5 actes et en vers (1883)
- Histoire de Bordeaux, Bordeaux, Féret, 1901, 459 p. (lire en ligne) (couronné par l'Académie de Bordeaux, 1888 et 1901)
- Le peuple d'Israël (Paris, 1891)